# Marcel De Jonghe
Marcel De Jonghe (Elsene, 9 mei 1943) is een Belgisch componist.
Hij studeerde in twee richtingen. Hij volgde lessen aan de stedelijke en middelbare normaalschool in Brussel voor docentschap Germaanse talen. Tegelijkertijd volgde hij lessen aan de muziekacademie in Anderlecht; hij kreeg in 1966 een regeringsmedailles voor piano en kamermuziek. In 1967 gevolgd door de prijs Pro Civitate van Gemeentekrediet. Later kreeg die laatstgenoemde studie voorrang door een opleiding aan het Koninklijk Conservatorium Brussel. Hij sloot dat af met eerste prijzen voor harmonieleer (1971, Peter Cabus), contrapunt en fuga (1973, Jean Louël) en compositieleer (1979, bij Victor Legley. Beide opleidingen werden gecombineerd tot een leraarfunctie in het dagonderwijs en ook aan de Rijksmuziekacademie in Antwerpen. In 1972 werd hij benoemd tot directeur van de Muziekacademie van Dilbeek (hij bleef er tot 2005), vanaf 1973 gaf hij harmonieleer aan het Conservatorium van Brussel.
Van zijn hand verschenen sinds 1977 130 composities (gegevens 2019) in allerlei genres. een beperkt aantal wist het tot een opname te brengen. Enkele voorbeelden uit zijn oeuvre: Trio voor houtblazers (1978), Sinfonietta (1979) en de Ballade van de twee sterren, een cantate voor sopraan, mezzosopraan, gemengd koor en kamerorkest. Na een flinke aanloop schreef De Jonghe alleen nog maar werken in opdracht; zo schreef hij werken die bij muziekwedstrijden tot het verplichte repertoire dienden,  Hij schrijft aan de ene kant in de stijl van de neoromantiek (een combinatie van tonale en atonale muziek), maar anderzijds ook in divertimento, avant-gardemuziek en jazz.
Een later werk is een pianoconcert uit 2016/2017 dat weer gebruik maakt van cellen, maar toch ook neoromantiek

## Composities

### Symfonisch
- Sinfonietta (1978)
- Concertino (1981) voor kamerorkest
- Obstinatio nr.1 (1990) voor symfonisch orkest

### Solo piano
- Pianowerkjes (1979)
- Introspection nr.1 (1984)
- Introspection nr.2 (1986)
- Introspection nr.3 (1987)
- Introspection nr.4 (1988)
- Introspection nr.5 (1988)
- Introspection nr.6 (1990)
- Lydian mosaics (1994) voor piano 4-handig

### Ensemble
- Trio voor houtblazers (1977)
- Strijkkwartet (1977)
- Elegie voor dwarsfluit en piano (1978)
- Variaties voor piano's en slagwerk, "A.B.C." (1979)
- Blazerskwintet (1980)
- Saxofoonsextet (1980)
- Drie bagatellen voor klarinetkwartet (1980)
- Impressies voor viool en gitaar (1982)
- Elegisch poëma(1984) voor pianokwintet
- Sonatine voor fluit en gitaar (1985)
- Promenades nr.1-5 (1990) voor gitaartrio
- A gentle capriccio (1990) voor viool, cello en piano
- Bitter sweet tonics (1995) voor pianokwartet

### Overige
- Spirals (1987) voor solo dwarsfluit of altfluit
- Avondliederen nr.1-3 (1988)
- Toccatamus (2008) voor orgel